# بيتر مايلز
بيتر مايلز (بالإنجليزية: Peter Miles)‏ هو كاتب سيناريو وروائي وممثل أمريكي، ولد في 1 أبريل 1938 في اليابان، وتوفي في 3 أغسطس 2002 بلوس أنجلوس في الولايات المتحدة بسبب سرطان.

## أعمال

### أفلام
- (1951) الوضع الراهن
- (1988) دوريت الصغيرة

## وصلات خارجية
- بيتر مايلز على موقع IMDb (الإنجليزية)
- بيتر مايلز على موقع ألو سيني (الفرنسية)
- بيتر مايلز على موقع أول موفي (الإنجليزية)
- بيتر مايلز على موقع أول موفي (الإنجليزية)
- بيتر مايلز على موقع قاعدة بيانات الأفلام السويدية (السويدية)
- بيتر مايلز على موقع ديسكوغز (الإنجليزية)
- بيتر مايلز على موقع قاعدة بيانات الفيلم (الإنجليزية)
- بيتر مايلز على موقع كينوبويسك (الروسية)